# Priapella olmecae
Priapella olmecae är en fiskart som beskrevs av Meyer och Espinosa Pérez, 1990. Priapella olmecae ingår i släktet Priapella och familjen Poeciliidae. Inga underarter finns listade i Catalogue of Life.